# Воробьи (парк птиц)
Парк птиц «Воробьи́» — первый в России парк птиц. Расположен в Жуковском районе Калужской области близ села Воробьи на берегу реки Истьи.
Начало парку положила коллекция птиц инженера Александра Белявского и его жены Татьяны. Супругами были выкуплены земли бывшего совхоза «Победа», где в июне 2005 года был открыт парк птиц.
В коллекции парка представлены около 300 видов птиц: павлины, попугаи, птицы-носороги, пеликаны, страусы, аисты, журавли, фазаны и хищные птицы. Размещена постоянно действующая выставка домашней птицы: голубей, кур декоративных пород, гусей, уток, индюков. Есть страусиная ферма и ферма домашних мини-животных.
Помимо птиц в парке живут экзотические виды животных: лемуры, гиббоны, маленькие обезьяны (тамарины, игрунки и саймири),  кенгуру, альпака, ламы, лани, каракалы, сервалы, капибары, носухи, дикобразы, рептилии и другие животные.
Парк работает круглый год с 10:00 до темноты.
Площадь парка — 24 га.